# Pozvakowski
A Pozvakowski (jellemzően pozvakowski. írásmóddal) 2000-ben alakult magyar együttes, amely posztrock, pszichedelikus rock, experimentális rock illetve jazz-rock zenét játszik. Hazai koncertjeik mellett több európai turnét bonyolítottak le; felléptek többek között Németországban, Hollandiában, Belgiumban, Olaszországban, Oroszországban, Szlovéniában, Szerbiában, Lengyelországban, Csehországban, Ausztriában.

## Története
A kezdeti felállása (Darvas Ádám – gitár, Szombathelyi Sebestyén – basszusgitár, Bánáti Zsombor – dob) 2000-ben alakult ki. Az együttes jellemzői már ekkor a kísérletezés és a hangulati szélsőségek voltak, melyet igyekeztek a koncertek során vizuális elemekkel is megtámogatni.
2002-ben megjelent első demo lemezük Sinus címmel, közös koncerteket adtak Grencsó István szaxofonvirtuózzal, és csatlakozott hozzájuk a vetítéssel foglalkozó Szeredi Csaba.
A Sinus mint promóciós anyag segítségével 2003 őszén a Trottel Records szárnyai alatt sikerült lebonyolítaniuk első Európa turnéjukat. Tíz napon keresztül játszottak német, holland, belga klubokban és foglaltházakban.
2004 augusztusában a csapat elkészítette második hanganyagát Transistor címmel, majd ismét egy európai körút következett. Az év végén a Duna Televízió portréfilmet készít Grencsó Istvánról, melyben a Pozvakowski is külön fejezetet kapott.
2005 tavaszán egy rövidebb németországi turnén vettek részt. A Mediawave fesztiválon az underground zenei workshopon a New York-i Gutbuckettel alkottak együtt. Az évek alatt olyan zenekarok előtt játszottak, mint a japán Mono, a brit Guapo, vagy az amerikai underground legenda Jarboe.
2006 áprilisára meghívást kaptak a szentpétervári SKIF Fesztiválra, és annak moszkvai kísérőrendezvényeire. Ősszel sikeres koncertet adtak a Kultiplexben, majd ugyanitt telt ház előtt játszottak az underground hősnő Jarboe-val.
2007 év elején meghívást kaptak az Ultrahang Fesztiválra, ahol a magyar kísérleti zene egyik neves egyéniségével, Tigriccsel álltak színpadra, akivel ettől fogva gyakran koncerteztek együtt. Tavasszal Hollandiában, Németországban, Szlovéniában mutatták be új dalaikat.
2007 szeptemberében pályázat útján elnyert pénzből Microtron címmel jelent meg harmadik lemezük.
2008 tavaszától újabb körutat szerveztek; felléptek Szerbiában, majd Lengyelországban, Csehországban és Ausztriában. Év végén az amerikai poszt-rock színtér nagyjaival, a Pelicannal, a Torche-csal és a Caspiannal koncerteztek.
2009-ben a zenekar a hazai koncertek mellett, többek között Szlovéniában, Ausztriában, Csehországban lépett fel.
2010 februárjában a zenekar egy 7"-es bakelit lemezzel jelentkezett (prky.ZX00), melyen egy perky című új szám mellett a Man or Astro-man? zenekar Sferic waves című dalának feldolgozásával tisztelegtek az amerikai post-surf zenekar, valamint Farkas Bertalan előtt. Az első magyar űrhajós űrutazásának 30. évfordulója alkalmából a zenekar hivatalos videóklipet is bemutat a dalhoz. Szintén ebben az évben jelent meg a zx.wtt.010 című lemezük, melyen a bakelit lemez két dala re-masterelve, a Microtron lemez három dalának remix változata hallható, valamint egy koncertfelvétel, melyet a budapesti a38 hajón rögzítettek.
2012 őszén sevenpeopleleft címmel jelent meg negyedik stúdióalbumuk, mely minden korábbi lemezüknél összetettebb, zajosabb struktúrákat vonultatott fel közel 60 percben. A lemezt egy katonai objektum folyosóján, élőben rögzítették, így a lemez hangzása hasonlít a koncerteken megszokotthoz. Ahogy korábban a sinus című lemezen a track6, a microtron-on a track7, itt is helyet kap egy track8 című kompozíció, mely visszafogott, lebegős hangulatában követi a korábbi „track”-eket. Érdekessége, hogy a hangszereket Grencsó István (gitár), Benkő Róbert (nagybőgő) és Miklós Szilveszter (dob) játsszák fel.
2014 nyarán egy kéthetes önálló európai turnékörutat tesznek, játszanak Csehországban, Németországban, Belgiumban, Franciaországban, Olaszországban és Szlovéniában.

## A zenekar tagjai
- Darvas Ádám – gitár
- Szombathelyi Sebestyén – basszusgitár
- Bánáti Zsombor – dob
- Szeredi Csaba – 8 mm és 16 mm vetítés

## Kiadványok
| Cím             | Kiadás éve                     | Megjelenési formátumok                                              | Megjegyzés                                     |
| --------------- | ------------------------------ | ------------------------------------------------------------------- | ---------------------------------------------- |
| sinus           | 2002                           | digitális letöltés CD                                               |                                                |
| transistor      | 2004                           | digitális letöltés CD                                               |                                                |
| microtron       | 2007 2018 (remasterelt kiadás) | digitális letöltés CD dupla CD (microtron remaster + microdrone.17) |                                                |
| (...prky.zx00)  | 2009                           | 7" vinyl (250 példány, 20 különböző színű borítóval)                |                                                |
| zx.wtt.010      | 2010                           | digitális letöltés CD                                               |                                                |
| sevenpeopleleft | 2012                           | digitális letöltés CD                                               |                                                |
| iterum          | 2016                           | digitális letöltés CD                                               |                                                |
| microdrone.17   | 2017                           | digitális letöltés dupla CD (microtron remaster + microdrone.17)    | A microtron lemez zenei témáira építkező anyag |